# Muça Alcazim
Muça ibne Jafar Alcazim (em árabe: مُوسَىٰ ٱبْن جَعْفَر ٱلْكَاظِم; romaniz.: Mūsā ibn Jaʿfar al-Kāẓim), foi o sétimo imame duodecimano depois de seu pai Jafar Alçadique. Nasceu em Alabua, na estrada entre Meca e Medina, em 7 de Sáfar de 128 AH (8 de novembro de 745). Outras datas fornecidas são Dulrija de 127 (setembro de 745) e 129 (746-7). Morreu em Baguedade em 30 de agosto de 799. Sua mãe, Hamida (ou Ḥumaida) binte Saíde Albarbaria, como Caizarã, a influente esposa do califa Mádi, era originalmente uma escrava berbere, embora alguns escritores digam que era do Alandalus. Iacubi fala dela como um ualade, "a mãe de filhos", o que lhe dava, é claro, uma dignidade especial e favor entre as outras esposas que compunham a casa do imame Jafar.
Muça Alcazim nasceu durante a luta entre os omíadas e os abássidas. Tinha apenas quatro anos quando Açafá subiu ao trono como o primeiro califa abássida. Por vinte anos esteve sob a autoridade de seu pai, que morreu, ou talvez foi envenenado, dez anos antes do fim do longo reinado de Almançor. O imamado de Muça estendeu-se pelos dez anos restantes do califado de Almançor e incluiu os dez anos do governo de Mádi, o ano e alguns meses do reinado de Alhadi e cerca de doze anos do reinado de Harune Arraxide. Assim, por trinta e três anos foi imame, oito anos a mais do que seu pai. Com seis irmãos e nove irmãs, cresceu numa grande família. Ismail, seu irmão mais velho, foi designado para suceder seu pai como imame, mas ele perturbou muito toda a comunidade xiita ao morrer antes de seu pai. Um segundo filho, Abedalá, morreu logo depois de seu pai, sem deixar descendentes do sexo masculino. Esses dois filhos, no entanto, tiveram seus seguidores: o proto-ismailita e o fatimita, respectivamente. Também surgiu um grupo chamado sumaitita, que argumentava que o imamado deveria ir para outro filho, Maomé, e um outro grupo, o nauciita, que afirmava que Jafar não havia morrido e reapareceria como o Mádi, de acordo com a crença duodecimana. Apesar disso, Alcazim já havia sido designado por seu pai como o futuro imame quando menino.
O imamado de Alcazim foi apoiado por alguns líderes xiitas, incluindo Hixame ibne Aláqueme; outros retiveram seu reconhecimento por um tempo. Na última metade da vida de Muça, muitos dos xiitas que se separaram dele no início de seu ministério retornaram sua lealdade a ele. Novos seguidores foram conquistados e importantes novos centros foram estabelecidos no Egito e no noroeste da África. Ao longo de toda a sua vida, Muça enfrentou a hostilidade e o assédio dos califas abássidas. Viveu em tempos muito difíceis, na clandestinidade, até que finalmente Harune foi ao haje e em Medina prendeu o imame enquanto rezava na Mesquita do Profeta. Foi acorrentado e preso, depois levado de Medina para Baçorá e de Baçorá para Baguedade, onde durante anos foi transferido de uma prisão para outra. Finalmente, morreu em Baguedade na prisão de Sindi ibne Xaaque por envenenamento e foi enterrado no cemitério dos coraixitas que agora está localizado na cidade de Cazimaim.

## linhagem
Seu pai era Jafar AL-Sadiq, ABU Abd-Allah, o sexto imã dos xiitas Imami é considerado um dos ahl al-Bayt, descendentes do profeta Muhammad através de Ali ibn Abi Talib (falecido em 661) e sua esposa Fátima.
Sua mãe Hamida (ou Ḥumayda) bint Ṣāʿid al-Barbariyya (ou al-Andalusiyya) era originalmente uma escrava berbere, embora alguns escritores digam que ela era da Andaluzia, Ya'kubi fala dela como Umm Walad, "a mãe dos filhos". o que lhe dava, é claro, dignidade e favores especiais entre as outras esposas e concubinas que compunham a casa do imame Jafar.

## Nomes e apelidos
Seu nome foi relatado como Musa. Seus kunyas são: Abu al-Hasan, Abu al-Hasan al-Mahdi, Abu Ibrahim, Abu 'Ali, Abu Ismail.
Já seus apelidos indicam os aspectos de sua personalidade e lados dele: grandeza; eles são os seguintes: Al-Sabir (o Paciente), Al-Zahir (o Brilhante), Al-'Abd al-Salih (o piedoso adorador), Al-Sayyid (o Mestre), Al-Wafi (o Fiel), Al-Amin (o confiável), Alcazim (o contido). Ele recebeu esse apelido porque conteve sua raiva contra aqueles malfeitores que o puniram severamente e o submeteram à exaustão, a ponto de morrer mártir do veneno em uma prisão escura. Um de seus apelidos famosos é Bab al-Hawa'ijj (o Portão das Necessidades). Os não-xiitas e os xiitas sabem bem que quando uma pessoa angustiada ou triste visita o túmulo de Musa, Alá alivia sua dor e tristeza, e quando alguém busca refúgio em seu santuário sagrado, suas necessidades são atendidas. imame Hanbal, diz: "Quando um certo assunto me preocupa, e eu visito o túmulo de Musa b. Jafar, Alá, o Exaltado, facilite para mim o que eu gosto." imame Al-Shafi'i diz: "O túmulo de Musa b. Jafar é um antídoto testado."

## Vida

### Nascimento e início da vida
quando imame al-Sadiq foi cumprir o dever religioso do hajj. Depois de terminarem as cerimônias do hajj, eles voltaram para Yathrib (Medina). Quando chegaram a al-Abwa, Hamida sentiu dores de parto e mandou chamar o imame contando-lhe o assunto, pois ele havia pedido a ela que não o precedesse em respeito a seu filho. Abu 'Abd Allah al-Sadiq estava comendo junto com um grupo de seus companheiros. Quando ele ouviu as boas novas, ele correu para ela. Pouco depois de sua chegada, Hamida deu à luz Musa. imame al-Sadiq correu e recebeu seu bebê; ele realizou para ele as cerimônias religiosas de nascimento; ele disse o adhan em seu ouvido direito e o iqama em seu ouvido esquerdo. Ele nasceu no ano 128 A.H Foi dito que ele nasceu no ano 129 A.H Isso foi durante o reinado de Abd al-Malik b. Marwan. Kohlberg menciona 7 Safar 128/8 de novembro de 745. Outras datas fornecidas são Dhu al-Hijja 127/setembro de 745 e 129/746-7.
Pouco se sabe sobre o início da vida de Alcazim; Muça Alcazim nasceu durante a luta entre os omíadas e os abássidas. Ele tinha apenas quatro anos quando Açafá "subiu ao trono como o primeiro califa abássida. Com seis irmãos e nove irmãs, Musa cresceu em uma família numerosa. Por vinte anos ele estava sob a autoridade de seu pai, que morreu, ou talvez tenha sido envenenado, dez anos antes do fim do longo reinado de Mansur. Em uma obra do Zaydi al-Nasir al Uṭrūsh (falecido em 304/917), ele disse tomaram parte na revolta de Muhammad b. Abd Allah contra os abássidas em 145/762. Mas de acordo com alguns relatos transmitidos por e através de transmissores Imami, na noite da eclosão da rebelião Jafar deixou Medina e retirou-se para sua propriedade al -Tayyaba.
Ao saber da notícia da morte do imame Sadiq, Mansur escreveu ao governador de Medina instruindo-o a ir à casa do imame sob o pretexto de expressar suas condolências à família, pedir o testamento e testamento do imame e lê-lo. Quem foi escolhido pelo imame como seu herdeiro e sucessor deve ser decapitado no local. Claro, o objetivo de Mansur era acabar com toda a questão do imamado e das aspirações xiitas. Quando o governador de Medina, seguindo ordens, leu o último testamento, viu que o imame havia escolhido quatro pessoas em vez de uma para administrar seu último testamento e testamento: o próprio califa, o governador de Medina, 'Abdallah Aftah, o filho mais velho de Imam, e Musa, seu filho mais novo. Desta forma, a trama de Mansur falhou.

### Lidando com os califas abássidas

#### Califas que governaram durante a vida do imame
A partir do ano 148 islâmico, quando o imame Sadiq atingiu o martírio, o imamado do imame Kazim começou. imame Kazim viveu contemporaneamente com os seguintes califas:
1- Mansur Dawānīqī (136-158 Hijra)
2- Muhammad, mais conhecido como Mahdi (158-169 Hijra)
3- Hadi (169-170 islâmico)
4- Harune Arraxide (170-193 Hijra)
Ao longo de toda a sua vida, Musa enfrentou a hostilidade e o assédio dos 'califas abássidas'.

#### Mansur Dawaniqi
Quando o imã Sadiq faleceu, Mansur Dawāniqi, o tirânico 'califa abássida, estava no auge de seu poder e influência. Mansur era conhecido por matar um grande número de pessoas para fortalecer e estabilizar as bases de seu governo. Ele não apenas perseguiu os xiitas, mas também os jurisprudentes e personalidades notáveis da seita sunita que se opuseram a ele. Abu Hanifa, o fundador da seita sunita Hanafi, foi açoitado e preso pelo crime de apoiar Ibrahim com uma decisão religiosa. Nesta época, houve várias revoltas dos alauítas, sendo a mais importante a revolta de Muhammad Nafs al-Zakiyya e seu irmão Ibrahim, o primeiro se rebelou em Medina em 762/145 e travou uma batalha feroz no Ramadã 145/dezembro 762, que levou à derrota absoluta dos Madanis e Nafs al-Zakiyya foi morto durante a batalha com o exército abássida. A revolta incompleta de Nafs al-Zakiyya foi continuada por seu irmão Ibrahim em Basra, onde ele reuniu os seguidores do primeiro. Mas, finalmente, o exército abássida entrou em confronto com o exército de Ibrahim em Bakhumra, o que levou à morte de Ibrahim.
imame Kazim enfrentou esse indivíduo opressor como governante incontestável da nação muçulmana quando ele tinha apenas 25 anos de idade. imame Musa, passou vinte anos de sua vida durante o tempo de Mansur. Durante o Califado de al-Mansur, que coincidiu com os primeiros dez anos do imamado de Musa, a oposição não foi tão intensa. O imame não participou de nenhum dos assuntos políticos, nem se juntou aos revolucionários Alawid, pois soube que seu movimento não teria sucesso. Por esta razão, al-Mansur absteve-se de feri-lo e de sujeitá-lo a coisas detestáveis.

#### Al-Mahdi (185/775-169/785)
Alcazim aderiu a uma política quietista. Ele se dedicou à oração e à contemplação e, como seu pai antes dele, espalhou a doutrina xiita entre seus discípulos. No entanto, isso não o poupou do assédio dos abássidas. No início de seu governo, al-Mahdi não perseguiu o imame Musa. Não o sujeitou a coisas detestáveis, nem o tratou mal. Em vez de punição severa, ele pensou que era suficiente para ele colocá-lo sob uma supervisão intensa. Quando a fama do imame se espalhou entre os círculos, al-Mehdi não controlou sua raiva e ordenou intencionalmente que ele fosse preso. O filho e sucessor de Al-Mansur, al-Mahdi (governou 158-69/775-85) trouxe Alcazim para Bagdá como prisioneiro. Lá, o imame teria sido colocado a cargo do prefeito da polícia, al-Musayyab Zuhayr al-Dabbi (falecido em 175/791-2 ou 176/792-3), que se tornou um seguidor dele. O motivo dessa prisão talvez tenha sido a desconfiança do califa em relação à generosidade de Kazim. A detenção de Alcazim parece ter sido breve; sua libertação teria seguido um sonho em que Ali b. Abi Talib apareceu perante al-Mahdi e o repreendeu por prender Alcazim. Ar-Rabi (Ibn Yunis, o talentoso favorito de al-Mansur) relata nestes termos o que se seguiu: ‘Ele me chamou à noite e isso me deixou com muito medo. Fui até ele e o encontrei cantando o verso acima e nenhum homem tinha uma voz melhor do que ele. Ele me disse: "Traga-me Musa ibn Ja'far." Eu o fiz e ele o abraçou, sentou-se ao seu lado e disse-lhe: Abul-Hasan, acabei de ver em um sonho o Comandante dos Fiéis, Ali ibn Abu Talib, e ele recitou para mim tal e tal verso, dê-me a garantia de que você não se revoltará contra mim ou contra qualquer um dos meus filhos." Kazim respondeu: "Por Alá, sou incapaz de me revoltar". "Você diz a verdade", respondeu o califa. Al-Mahdi então deu ao imame 3.000 dinares e o mandou de volta para Medina. De acordo com al-Qarashi, quando al-Mehdi decidiu devolver as propriedades confiscadas ao seu dono, imame Musa, veio até ele e pediu-lhe que devolvesse Fadak, que foi tirado de Ahl al-Bayt pela opressão, mas o califa não responder a este pedido. Como isso poderia fornecer a Kazim muitos recursos financeiros, o que poderia ser perigoso para o governo, o califa se recusou a atender a esse pedido.

#### Al-Hadi (governou 169-70/785-6)
O ano de 169 Hijra foi uma época muito caótica e difícil na história islâmica. Neste ano, Mahdi Abbasi faleceu e seu filho Hadi sucedeu o califado. Hadi era um jovem conhecido por sua arrogância, inexperiência e natureza em busca de prazer. Durante o curto período deste governante, os 'Alawidas sofreram todo tipo de perseguição e tirania. Pois as autoridades eram excessivas em oprimi-los, rebaixá-los e forçá-los a fazer o que não gostavam. Esses tipos de pressão irritaram os Hashemis e os levaram a começar a resistir ao assédio implacável do governo abássida.

##### Tragédia na Terra de Fakh
A tirania e a opressão a que os Hashemis foram submetidos plantaram as sementes de um movimento revolucionário e esse movimento começou a ganhar impulso e força. A liderança desse movimento foi assumida por um dos netos do imame Hasan al-Mujtaba, de nome Al-Husayn ibn Ali ibn al-Hasan, conhecido como Sahib Fakhkh (companheiro de Fakhkh). O pai, o avô e os tios de Husayn ibn Ali, bem como outros membros de sua família, foram todos mortos por Mansur Dawiniqi. Assim que Husayn se revoltou, um grande grupo de Hashimis e o povo de Medina juraram lealdade a ele e começaram a lutar contra as forças do governo de Hadi que estavam na área. Depois de forçarem as forças do governo a recuar, eles usaram vários dias para reorganizar suas forças e marchar em direção a Meca. Em Meca, pretendiam aproveitar a peregrinação do Hajj e a missa combinada dos muçulmanos, que se apresentam no rito anual, para fazer da cidade a sua principal base de operações. Depois de assumirem o controle da cidade, planejaram expandir seu movimento e conquistar mais território. Logo, da revolta de Medina e do movimento dos rebeldes, notícias do exército em direção a Meca chegaram a Hadi. Hadi, por sua vez, enviou um exército para reprimir a rebelião. Na terra de Fakhkh, os dois exércitos se encontraram e uma dura batalha se seguiu. Durante a batalha, Husayn, junto com um grupo dos notáveis dos Hashimis, foram martirizados. Um grupo do exército restante foi disperso enquanto o restante foi feito prisioneiro; esses prisioneiros foram transferidos para Bagdá, onde logo foram executados. Além disso, suas cabeças foram cortadas e enviadas para Hadi em Bagdá. Segundo os historiadores, o número dessas cabeças ultrapassou cem. A derrota desse movimento foi um evento extremamente amargo e doloroso para os xiitas e provou ser particularmente doloroso para a família do Profeta. Isso os lembrou mais uma vez da dolorosa tragédia de Karbala. Este evento foi de fato tão amargo e doloroso que muitos anos depois, o imame Jawad diria: “Depois da tragédia de Karbala, nenhuma tragédia foi tão grande para nós quanto a tragédia de Fakhkh”.
De acordo com alguns relatos, Alcazim estava novamente em perigo após o colapso em 169/786 da revolta de Al-Husayn ibn Ali Ṣāḥib al-Fakh. Embora Alcazim tenha se recusado a apoiar esta revolta e tenha avisado al-Husayn de que seria morto, o califa al-Hadi acusou-o de instigar o levante e planejou matá-lo, dizendo: “Juro por Deus que Husayn (Sahib Fakh) se revoltou contra mim por ordem de Musa ibn Jafar. O líder desta família não é outro senão Musa ibn Jafar. Que Deus me mate se eu o deixar vivo. Ele foi, no entanto, dissuadido dessa intenção pelo kāḍī Abū Yūsuf Ya'ķūb b. Ibrahim e morreu logo depois. A notícia de sua morte foi recebida com ondas de felicidade e alegria na cidade de Medina. Diz-se que Alcazim compôs a Súplica conhecida como a Súplica de Jawshan Sagheer (árabe: ٱلْجَوْشَن ٱلصَّغِير) em gratidão por sua libertação. Foi mencionado por al-Sayyid Ibn Tawus em seu livro Muhajj al-D'art. Também foi mencionado por Shaykh Abbas al-Qummi em seu livro Mafatih al-Jinan.

#### Harune Arraxide (governou 170-93/786-80)
Harune Arraxide foi o quinto governante do califado abássida e governou seu vasto império de 786 a 809. No califado de Harune Arraxide, o imame Musa foi repetidamente sujeito a suspeitas e desfavor. Alcazim permaneceu em Medina até a ascensão de Harune Arraxide. Nove anos depois de seu reinado, o califa prendeu Alcazim. Diz-se que em uma ocasião al-Rashid se ofendeu com uma réplica apropriada do imame quando eles estavam juntos diante do túmulo do Profeta em Medina. Com o desejo de mostrar sua própria relação familiar com o Profeta, Harun disse: "Saudações a ti, ó Profeta de Deus, a ti que és meu primo!" a ti, ó meu querido pai” Com isso Harun ficou desconcertado e comentou: “Abul-Hasan, tal glória como a tua deve ser verdadeiramente vangloriada.” Esta ocorrência seria suficiente para explicar sua primeira convocação de Harune Arraxide para ir a Bagdá. Lá ele foi mantido na prisão, e al-Khuzai, o chefe dos guardas do palácio, relatou uma visão que o califa teve que o levou a libertar o Imam. Um relatório diz que al-Rashid se interessou pelas opiniões de Hisham ibn al-Hakam e, achando-as perigosas, ordenou a prisão do Imam. De acordo com outro relatório, Alcazim foi vítima de intrigas na corte abássida, quando al-Rashid colocou seu filho Muhammad (o futuro califa al-Amin) sob os cuidados de Jafar ibn Muhammad ibn al-Ash'ath, o wazir Yahya ibn Khalid ibn Barmaki temeu que se seu filho tornar-se califa, Jafar ibn Muhammad ganharia destaque, colocando assim em perigo a posição privilegiada dos Barmakids, Yahya, portanto, planejou desgraçar Jafar revelando suas 'conexões Alid. Ali) ibn Ismail ibn Jafar, que lhe forneceu informações sobre a rede financeira dos 'Alids. Yahya então disse a al-Rashid que Jafar ibn Muhammad pertencia ao xiita de Alcazim e estava lhe enviando dinheiro (os khums); que Alcazim estava recebendo doações de todos os cantos da terra; e que ele comprou uma propriedade chamada al-Yasir por 30.000 dinares. Em outros relatos, o califa teria sido informado de que as pessoas acreditavam no imamado de Alcazim e que Alcazim planejava se rebelar contra.
Al-Rashid aproveitou a oportunidade de uma peregrinação a Meca e Medina para capturar Alcazim. Diz-se que a peregrinação foi umra (em Rajab 179/setembro-outubro de 795 ou Ramadã 179/novembro de dezembro de 795) ou um haj (em Dhu 'l-Hidjdja 179/fevereiro de março de 796). De acordo com algumas fontes, Alcazim foi enviado diretamente para Bagdá: outros relatórios aparentemente mais confiáveis indicam que ele foi levado pela primeira vez para Basra e mantido prisioneiro por um ano pelo governador Isa ibn Jafar ibn al-Mansur. Al-Rashid então ordenou que ele fosse morto, mas Isa, que ficou impressionado com a piedade de Alcazim, conseguiu evitar isso e, em vez disso, o trouxe para Bagdá. Ele foi entregue a al-Fadl ibn al-Rabi' (que havia sido nomeado hájibe em 179/795) e colocado em prisão domiciliar. Diz-se que Al-Rashid o libertou em algum momento em consequência de um sonho que teve, apenas para prendê-lo novamente. Mais tarde, Alcazim foi confiado a al-Fadl ibn Yahya al-Barmaki, que também o manteve em prisão domiciliar, mas o tratou com respeito.

#### Prisão definitiva e morte
Quanto ao que pode ter levado à sua prisão final, quando a notícia da situação relativamente confortável de Alcazim foi comunicada a al-Rashid (que estava em al-Rakka na época), o califa furioso enviou a al-Fadl uma ordem por escrito para matar Alcazim. Um relato diz que al-Fadl recusou e recebeu cem chicotadas, enquanto Alcazim foi transferido para o prefeito da polícia al-Sindi ibn Shahik (avô do poeta Kushādjim). O pai de Al-Fadl, Yahya ibn Khalid, correu para al-Rakka e, em uma tentativa de aplacar al-Rashid, prometeu que faria tudo o que o califa desejasse. Al-Rashid repetiu sua ordem de matar Alcazim; Yahya voltou a Bagdá e transmitiu a mensagem a al-Sindi, que provocou a morte de Alcazim ao servir-lhe tâmaras frescas envenenadas (rutab). Em outro relato, é al-Fadl quem é retratado como tendo Alcazim envenenado. De acordo com um terceiro relatório, Alcazim foi enrolado em um tapete e esmagado até a morte. Finalmente, deve-se notar que al-Tabari menciona a morte de Alcazim sem comentários, dando a entender que ele morreu de causas naturais. Esta é de fato a opinião da maioria dos autores sunitas, e também é defendida por alguns estudiosos modernos. As datas mais comumente dadas para a morte do imame são 6, 24 ou 25 Rajab 183/13, 31 de agosto ou 1º de setembro de 799: outras datas são 181/797-8, Rajab 182/agosto-setembro. 798, Rajab 184/julho-agosto. 800, 186/802 e 188/804. Ele morreu em uma prisão (ou mesquita) perto do portão Kufa conhecido como al-Musayyab (após al-Musayyab ibn Zuhair). De acordo com alguns relatos xiitas, a morte de Alcazim foi resultado direto do comportamento pecaminoso de sua comunidade: como Alcazim explica, Deus estava zangado com os xiitas e disse ao imame para escolher entre sacrificar-se para salvar seus seguidores e ter os xiitas mortos; ele escolheu proteger os xiitas ao preço de sua própria vida explica a raiva de Deus com os xiitas como decorrente de sua falta de lealdade e obediência ao Imam, juntamente com o abandono de taqiyya (autoproteção por dissimulação). Esse abandono de taqiyya fez com que a identidade do imame se tornasse de conhecimento geral, o que por sua vez levou à sua prisão.

#### Funeral
Após a morte de Alcazim, al-Sindi (ou al-Rashid) reuniu representantes dos Hashimis, Talibis e outros notáveis de Bagdá, descobriu o rosto do imame e os fez reconhecer que não havia sinal de crime; então Alcazim foi lavado, envolvido e enterrado. De acordo com outro relato, o corpo de Alcazim foi colocado em uma ponte em Bagdá para contrariar a crença entre alguns xiitas de que ele era o Qa'im, que ele não havia morrido ou ressuscitado e que estava escondido. aguardando seu reaparecimento. De acordo com alguns relatos, o imame permaneceu na ponte por três dias.
De acordo com al-Qarashi Suleyman ibn Abi Jafar al-Mansur (tio de Harun) se encarregou de preparar o imame para o enterro e escoltá-lo até seu local de descanso final. Seu palácio se elevava sobre o Tigre. Ele ouvia choro qualquer barulho. Ele viu as pessoas em Bagdá caminhando como ondas e em desordem. Ele estava com medo disso, então ele se voltou para seus filhos e seus servos e perguntou-lhes: “O que é?” as notícias. Este é al-Sindi ibn Shahik anunciando (a morte de) Musa ibn Jafar,” eles responderam “eles contaram a ele sobre aquele anúncio severo e horrível. Então, seus sentimentos saíram; sua condição mudou; e uma onda de raiva o dominou. Como resultado, ele gritou para seus filhos, dizendo: “Você e seus servos, desçam e tirem-no (Musa) de suas mãos. Se eles o impedirem (de levá-lo), bata neles e rasgue seus uniformes pretos. (O uniforme da polícia e do exército) Os filhos e servos de Suleyman desceram rapidamente e levaram o corpo do imame deles. A polícia não se opôs a eles. Pois Suleyman era o tio do califa. As figuras mais importantes da 'família abássida e todo o povo obedeciam às suas ordens. Os servos carregaram o caixão do imame e o trouxeram para Suleyman, e ele imediatamente ordenou que gritassem nas ruas de Bagdá com um chamado oposto ao de al-Sindi. Os servos caminharam pelas ruas e disseram a plenos pulmões: “Quem quiser assistir ao funeral do bom, filho do bom, Musa ibn Jafar, que venha!” As pessoas de diferentes classes saíram para escoltar o Imam. Os xiitas saíram chorando e batendo no peito. Eles estavam tristes e tristes. Suleyman aliviou suas tristezas e removeu seus sofrimentos. As pessoas escoltaram o imame com a grande escolta e o enterraram de uma maneira que Bagdá nunca havia testemunhado.

#### Túmulo

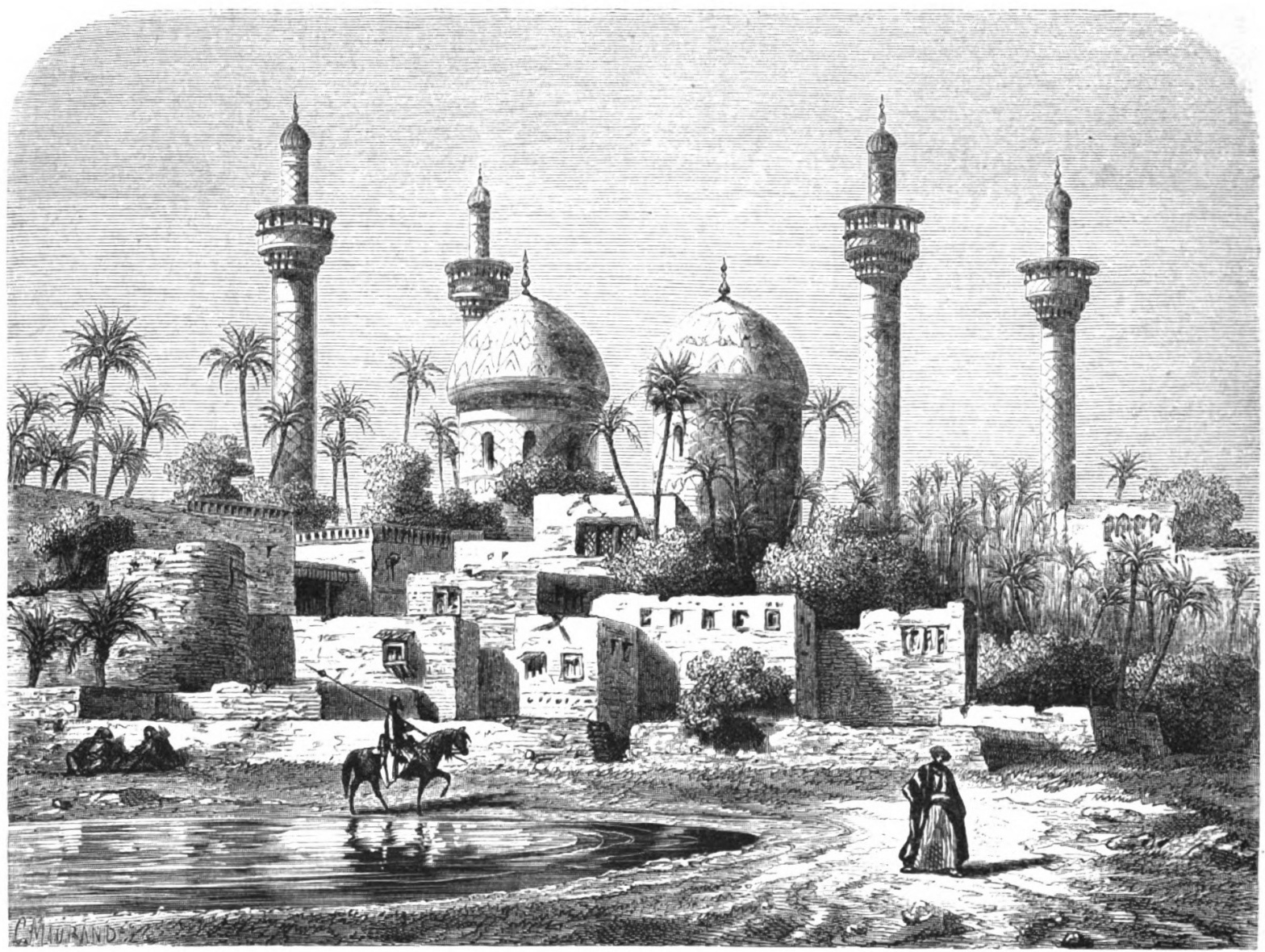
Mesquita al-Kāzimiyya em Bagdá 1861

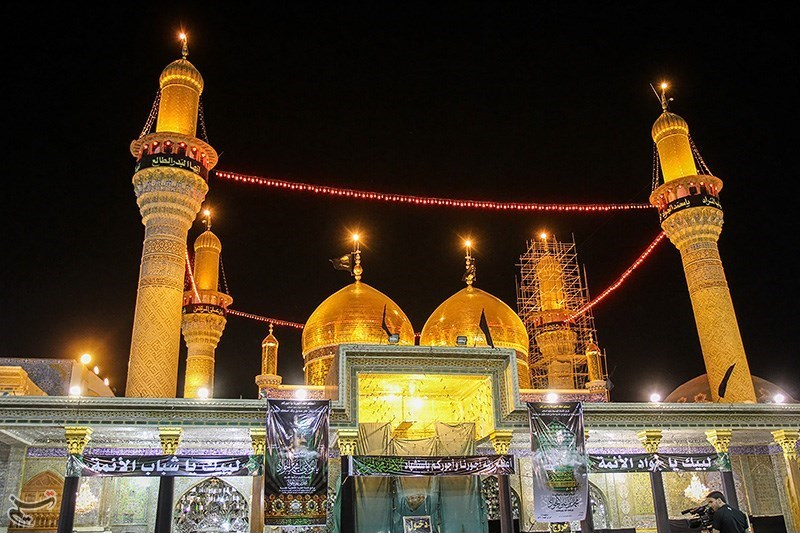
Mesquita al-Kāzimiyya em Bagdá 2017

Ele foi enterrado no cemitério da aristocracia árabe no noroeste de Bagdá (maqābir al-Shūnīzī ou maqābir Quraysh) em Bab al-Tibn (O portão de palha), na área que ficou conhecida como al-Kāzimiyya. A princípio, uma visita ao seu túmulo não era isenta de riscos: al-Rida é citado como tendo dito que quando é muito perigoso entrar no local, a visita deve ocorrer por trás de uma cortina (hijab) ou de uma parede (djidār). Com o tempo, porém, seu santuário, juntamente com o de seu neto, o nono imame Muhammad al-Jawad, tornou-se um dos mais importantes centros de peregrinação do Iraque.
Não se sabe quem foi o primeiro a construir o santuário em Kazemayn, mas, de acordo com a tradição xiita, algum tipo de construção já existia durante o período de Harune Arraxide. Em 336/947, o emir buída Amir Muiz Daulá (r. 334-45) mandou erguer duas cúpulas de madeira acima das duas sepulturas e uma parede circundante foi construída (Kabir, p. 65). O ʿAbbasid califa al-Ṭāʿi (r. 363-81/974-91) supostamente conduziu orações públicas no santuário, o que reflete a ascendência xiita na época. Como parte dos confrontos sunitas-xiitas sob os buíidas, o santuário foi atacado e saqueado em 443/1052 e 517/1123. No entanto, os califas abássidas (por exemplo, al-Ẓāher em 606/1210, al-Mostanṣer em 634/1237) doaram fundos para sua manutenção. O geógrafo Yāqut Ḥamawi (falecido em 623/1226) descreve Maqābir Quraysh como um subúrbio populoso cercado por um muro. Durante a conquista mongol em 1258, as tumbas de Kazemayn foram queimadas. O atual magnífico santuário foi construído por Shah Ismail I (r. 908-30/1502-24). O sultão otomano Suleyman Qānuni (r. 926-74/1526-66) continuou a construção, mas foi concluída apenas sob Salim II em 978/1570, demonstrando os benefícios que se acumularam para as cidades-santuário da rivalidade otomano-iraniana em seu desejo. para dominar os assuntos xiitas no Iraque. Durante o século 19, a peregrinação xiita ao santuário tornou-se uma importante fonte de renda para Kazemayn. Após a invasão liderada pelos EUA em 2003. A ascensão dos xiitas do Iraque a uma posição política dominante após a invasão liderada pelos Estados Unidos em 2003 beneficiou Kazemain economicamente. Politicamente, o movimento sadrista, liderado por Moqtadā Sadr, ganhou destaque em Kazemayn. Kazemayn sofreu uma série de ataques terroristas; o evento mais terrível foi em 31 de agosto de 2005, quando aproximadamente 1.000 peregrinos xiitas comemorando a morte do imame Musa Alcazim morreram em um tumulto na ponte al-Aʾemma (Jesr al-Aʾemma) sobre o Tigre, após rumores de ataque terrorista iminente (New York Times, 1 de setembro de 2005). Estes ataques, no entanto, não interromperam o fluxo de peregrinos à vila, que ascendeu a centenas de milhares durante as datas comemorativas dos dois Imames.

## imamado

### Posição do imame
Ao explicar a posição do Imam, o imame al-Sadiq fez repetidas declarações em termos inequívocos e proclamou que o imamado é uma aliança entre Deus e a humanidade, e o reconhecimento do imame é o dever absoluto de todo crente. "Quem morre sem ter conhecido e reconhecido o imame de seu tempo morre como um infiel." Os Imams são as provas (Hujja) de Deus na terra, suas palavras são as palavras de Deus e seus comandos são os comandos de Deus. A obediência a eles é obediência a Deus, e a desobediência a eles é desobediência a Deus. Em todas as suas decisões, eles são inspirados por Deus e têm autoridade absoluta. É para eles, portanto, que "Deus ordenou obediência." (Alcorão IV, 59).
Jafar continua declarando que o imame da época é a testemunha para o povo e ele é o portão para Deus (Bab Allah) e a estrada (Sabil) para Ele, e o guia para isso (Dalil), e o repositório de Sua conhecimento, e o intérprete de Suas revelações. O imame de seu tempo é um pilar da unidade de Deus (tawhid). O imame é imune ao pecado (khata) e ao erro (dalal). Os Imames são aqueles de quem "Deus removeu toda impureza e os tornou absolutamente puros" (Alcorão, XXXIII, 33); eles possuem o poder de milagres e de argumentos irrefutáveis (dala'il); e eles são para a proteção das pessoas desta terra assim como as estrelas são para os habitantes dos céus. Eles podem ser comparados, nesta comunidade, à Arca de Noé: quem embarca nela obtém a salvação e chega à porta do arrependimento. Em outra tradição, "Deus delegou aos Imames o governo espiritual sobre todo o mundo, que deve sempre ter um líder e guia. Mesmo que apenas dois homens fossem deixados na face da terra, um deles seria um Imam, então muito seria necessária a sua orientação."

### Alcazim imamado
Jafar al-Sadiq explicou que o imamado é legado de pai para filho, mas não necessariamente para o filho mais velho, pois "como Daniel selecionou Salomão entre sua progênie", assim um imame designa como seu sucessor o filho que ele considera realmente digno do escritório. Assim, Jafar poderia anular a nomeação de seu filho mais velho, Ismail, que morreu antes dele, passar por cima da candidatura de seu filho seguinte, Abd Allah, e nomear o terceiro, Musa Alcazim.
De acordo com Al-Qarashi, imame al-Sadiq, informou seus seguidores do imamado de seu filho Musa em todas as ocasiões em que ele lhes contou isso e pediu-lhes que mantivessem isso em segredo por medo deles e de seu filho da autoridade governante. Quando o imame tinha setenta anos, um grupo de seus seguidores correu até ele para perguntar sobre o imame depois dele para jurar lealdade a ele e recorrer a ele em relação aos assuntos de sua religião. Ele respondeu-lhes que o imame depois dele seria seu filho Musa.
Al-Shaykh Al-Mufid relata em seu livro, Al-Irshad: Entre os shaykhs dos seguidores do imame al-Sadiq, seu grupo especial (khāṣṣa), seu círculo íntimo e os estudiosos legais justos e confiáveis, que relatam a clara designação de o imamado por Abū 'Abd Allāh Ja'far, para seu filho, Abu al-Hasan Musa, são: al-Mufaḍḍal ibn 'Umar al-Ju'fī, Mu'ādh ibn Kathīr, 'Abd al-Rahman ibn al-Ḥajjāj , al-Fayḍ ibn al-Mukhtār, Ya'qūb al-Sarrāj, Sulaymān ibn Khālid, Safwan al-Jammāl e outros. Essa designação também é relatada por seus dois irmãos, Ishaq e Ali, filhos de Jafar. Musa al-al-Mufaḍḍal ibn Umar relatou: Eu estava com Abu ‘Abd Allah (Jafar). Abu Ibrahim Musa entrou e ainda era um menino. Jafar, que a paz esteja com ele, disse-me: “Indique aos seus Companheiros em quem você confia que a posição de autoridade pertence a ele, Musa.” al-Fayḍ ibn al-Mukhtar disse: Eu disse a Abu ‘Abd Allah Jafar “Afaste minha mão do fogo (do Inferno). Quem é (o Imam) para nós depois de você?” Abu Ibrahim (Musa) entrou - naquela época ele era um menino. Então (Jafar) disse: “Este é o seu líder (sahib). Fique perto dele.

### Divisão
Com a morte do imame Jafar al-Sadiq em 148/765, sua sucessão foi disputada e simultaneamente reivindicada por três de seus filhos, Abd Allah al-Aftah, Musa Alcazim e Muhammad al-Dibaj. Como veremos no próximo capítulo, havia também aqueles Imami Shiʿis, constituindo os primeiros ismaelitas, que reconheceram o imamado do segundo filho de al-Sadiq, Ismail, o herdeiro original designado do imã falecido, ou o filho deste último, Muhammad ibn Ismail. De qualquer forma, os Imami Shiʿis unificados da época de al-Sadiq agora se dividem em seis grupos concorrentes.
Um pequeno grupo negou a morte de al-Sadiq e esperou seu retorno como o Mahdi. Esses guerrilheiros eram chamados de Nawusiyya, em homenagem a seu líder, um certo Abd Allah ibn al-Nawus. Outro pequeno grupo reconheceu Muhammad ibn Jafar, conhecido como al-Dibaj, o irmão mais novo de Musa ibn Jafar, e eles se tornaram conhecidos como Shumaytiyya (ou Sumaytiyya), em homenagem a seu líder, Yahya ibn Abi'l-Shumayt (al- Sumayt). Em 200/815–816, Muhammad al-Dibaj se revoltou sem sucesso contra o califa abássida al-Mamun (r. 198–218/813–833), e morreu logo depois em 203/818. Outros dois grupos, como veremos, reconheceram Ismail ibn Jafar como seu Mahdi ou, alternativamente, traçaram seu imamado até o filho de Ismail, Muhammad. No entanto, a maioria dos partidários do Imami de al-Sadiq agora reconheceu seu filho mais velho, Abd Allah al-Aftah, irmão de Ismail, como seu novo imã depois de al-Sadiq. Seus adeptos, conhecidos como Aftahiyya ou Fathiyya, citaram um hadith do imame al-Sadiq no sentido de que o imamado deve ser transmitido através do filho mais velho do imã anterior. De qualquer forma, quando Abd Allah morreu, os Ithnaʿasharis ou Twelvers, cerca de setenta dias depois de seu pai, em 149/766, sem deixar um filho, muitos de seus seguidores passaram para seu meio-irmão mais novo Musa, mais tarde chamado de Alcazim, que já tinha seus próprios seguidores Imami. Os Imami Shiʿis que continuaram a reconhecer Abd Allah como o imame de pleno direito antes de Musa constituíram uma importante seita Imami em Kufa, onde se concentrava a maioria dos Imami Shiʿis, até o final do século IV/X.
Musa Alcazim, mais tarde contado como o sétimo imã dos Doze, que excluiu Abd Allah al-Aftah da lista de seus imãs, logo recebeu a lealdade da maioria dos Imami Shiʿis, incluindo os estudiosos mais renomados da comitiva de al-Sadiq , como Hisham ibn al-Hakam e Mu'min al-Taq, que apoiaram Musa desde o início.

### Seus agentes (wukala)
Os Imames supostamente receberam fundos de seus seguidores desde a época de Jafar al-Sadiq no início, estes consistiam principalmente nas esmolas obrigatórias (zakat) que muitos xiitas escolheram para Jafar al-Sadiq, no entanto, não parecem ter representantes nomeados para coletar impostos para ele. O sistema pelo qual os agentes (wukala', sing. wakil) dos Imames coletavam fundos religiosos - que já havia se tornado uma instituição elaborada e bem organizada em meados do terceiro/nono século foi estabelecido pelo filho de Jafar, Musa al- Kazim. Os representantes de Muss serviram em todas as principais comunidades xiitas no Egito, Kufa, Bagdá, Medina e outros lugares. imame Musa Alcazim fortaleceu e desenvolveu ainda mais a organização rudimentar de seu grupo Imami, nomeando este agente (wukala) para supervisionar seus seguidores em várias localidades. Esses agentes também coletavam regularmente os khums e outras doações feitas ao imã. No momento de sua morte, os agentes de Musi tinham grandes somas para ele em sua posse, de dez a trinta e até setenta mil dinares. Esses fundos vieram de uma variedade de impostos, incluindo o Zakat. imame All al-Rida continuou as iniciativas de seu pai, nomeando seus próprios representantes em vários lugares. A nova instituição financeira continuou a crescer sob os imãs posteriores. Parece que Muhammad al-Jawad periodicamente enviava enviados especiais às comunidades xiitas para coletar as taxas e doações, incluindo fundos que haviam sido arrecadados durante o ano por seus numerosos representantes locais.

### Sucessão
Com a morte de Musa Alcazim, seus seguidores Imami Shiʿis se dividiram em várias seitas. Um grande grupo negou sua morte e afirmou que ele retornaria como o Mahdi, talvez atribuindo um significado especial ao fato de ele ser o sétimo imã. Eles ficaram conhecidos como Waqifiyya, 'aqueles que param', porque acabaram com a linhagem de seus imãs com ele. O Waqifiyya, portanto, não reconheceu seu filho Ali ibn Musa, mais tarde chamado de al-Rida, como seu imã, embora alguns dos Waqifi Imamis o considerassem e seus descendentes como os tenentes (khulafaʾ) do Mahdi oculto durante sua ausência. Muitos dos Kufan Shiʿis transmissores de hadith no século 3/9 pertenciam ao Waqifiyya; e vários Waqifis, principalmente Kufan, escreveram obras em defesa da ocultação (ghayba) de seu sétimo imam, como Imamis posteriores fizeram no caso de seu décimo segundo imam. Os Waqifitas costumavam citar esses relatórios em apoio à sua ideia de que Musa Alcazim era o Qaim, identificando as duas Ocultações com seus dois períodos de prisão.
De acordo com o Kohlberg, a separação de Wakifi pode ter sido causada por considerações financeiras, e não apenas religiosas. Alcazim tinha agentes (wukala) em vários lugares e, após sua morte, alguns deles teriam se recusado a entregar a al-Rida o dinheiro que lhes fora confiado, argumentando que Musa era o último Imam.
No entanto, outro grupo significativo de seguidores de Musa Alcazim agora reconhecia seu filho Ali como seu próximo imã, mais tarde contado como o oitavo imã dos Doze. Eles alegaram que Ali havia, de fato, recebido o nass de seu pai para sucedê-lo em seu imamado. Nenhum dos irmãos de Ali reivindicou o imamado, embora alguns deles - junto com seu tio Muhammad ibn Jafar - se revoltassem contra os abássidas.

### Ghulat
Alcazim desempenhou um papel significativo entre alguns ghulat xiitas. Dizem que Khaṭṭābī al-Mufadḍal ibn Umar al-Dju'fi o visitou em sua prisão em Bagdá e cuidou dele; al-Kāzim se referiu a ele como seu "segundo pai". Alguns extremistas como Muhammad ibn Bashir (ou Bushayr), o fundador homônimo do Bashariyya, acreditavam na divindade de Alcazim e afirmavam que Alcazim não havia morrido, mas apenas se escondera e retornaria como Mahdi; Diz-se que Bashir afirmou que ele próprio era o imame (ou profeta) enquanto aguardava o retorno de Alcazim.
De acordo com Hossein Modarressi, essa ideia teria sido iniciada no século anterior por um grupo que, algum tempo depois da morte de 'Ali, afirmou que ele era Deus e que se escondia do povo em sinal de raiva. 'I Fontes posteriores até afirmam que essa ideia começou na vida de 'Ali, quando durante seu califado algumas pessoas, por razões não especificadas, afirmaram que ele era o Deus deles, e ele posteriormente ordenou que fossem queimados depois que eles se recusaram a se arrepender e desistir dessa ideia. . Durante o segundo/oitavo século, no entanto, a ideia de que um ou outro imame era Deus era normalmente a primeira metade de uma reivindicação de duas partes; a segunda metade era que o próprio reclamante era o mensageiro daquele deus. Este foi o caso de Hamza ibn Umar al-Barbari, que se separou de seus companheiros Kaysinitas alegando que Muhammad ibn al-Hanafiyya era Deus e Hamza era seu mensageiro. Foi também o caso dos numerosos grupos que acreditavam que Jafar al-Sadiq e os imãs entre seus descendentes eram Deus.

### Milagres
Vários milagres são atribuídos a ele. Al-Rida relata que ele já falava em seu berço. De fato, foi desde o berço que ele disse a Ya'kub ibn Saraj para mudar o nome que havia dado ontem para sua filha, pois desagradava a Deus. alterar o nome que dera à filha recém-nascida e mudar o nome que dera ontem à filha, por desagradar a Deus. Ele falava todas as línguas e conversava com pássaros e animais (incluindo um leão). Quando ele tocou uma árvore truncada, ela ficou verde e deu frutos.
De acordo com Donaldson, o primeiro dos vinte e três milagres atribuídos ao imame Musa relata que outro de seus irmãos mais velhos, Abdulla, imediatamente fez sua reivindicação ao imamado. Mas Musa ordenou que uma grande pilha de lenha fosse recolhida no pátio de um serai, onde seus amigos, incluindo seu irmão Abdulla, foram convidados a se reunir. Enquanto eles se sentavam repetindo as tradições, o imame Musa ordenou que a madeira fosse incendiada, e antes de todos eles ele foi e ficou nas chamas, mas sem ferir a si mesmo ou suas roupas. Ele então desafiou seu irmão Abdulla, se ele realmente sentia que sua reivindicação ao imamado era genuína e aprovada por Deus, a submetê-la ao mesmo teste. Mas o tradicionalista relata que Abdulla mudou de cor e saiu da assembléia.
E ele foi considerado como tendo poderes divinos de cura. Certa vez, ele viu uma mulher cercada por um grupo de crianças. Estavam todos chorando. O imame perguntou: "Por que você chora?" A mulher respondeu que a vaca da qual eles dependiam havia caído e morrido. O imame fez duas prostrações em oração, e então ele foi e colocou seu dedo abençoado na vaca, e ela se levantou e se levantou. A mulher exclamou: “Eis que é Jesus, filho de Maria!”
Shaykh al-Mufid narra em al-Irshad que um dia al-Rashid enviou algumas vestes a Ali ibn Yaqtin para homenageá-lo. Entre eles havia um manto de lã preta adornado com ouro como os mantos dos reis. Ali ibn Yaqtin despachou aqueles mantos para Musa ibn Jafar. Entre eles, ele (também) enviou aquele manto e acrescentou algum dinheiro. Quando isso chegou ao imame Kazim, ele aceitou o dinheiro e as vestes, mas devolveu a capa pela mão do mensageiro a Ali ibn Yaqtin. Ele escreveu para ele: “Guarde-o e não o deixe sair de suas mãos. Pois um evento ocorrerá a você por causa disso quando você precisar dele com ele (al-Rashid).” Um de seus servos sabia sobre a inclinação de Ali ibn Yaqtin em relação a Musa. Ele (foi e) informou sobre ele para al-Rashid. Ele disse (Al-Rashid) que ('Ali) mantinha o imamado de Musa e havia lhe dado o manto com o qual o al-Rashid o havia honrado em tal e tal momento. Al-Rashid queimou de raiva e ficou furioso, mas quando Ali mostrou a capa para ele, a raiva de Al-Rashid se acalmou e ele disse a Ali ibn Yaqtin: “Devolva-o ao seu lugar e vá embora com retidão. Nunca mais desacreditarei de você com base na palavra de um informante.

## Esposas e filhos

Santuário de Fatima Masumeh filha do imame kazim, Qom, Irã

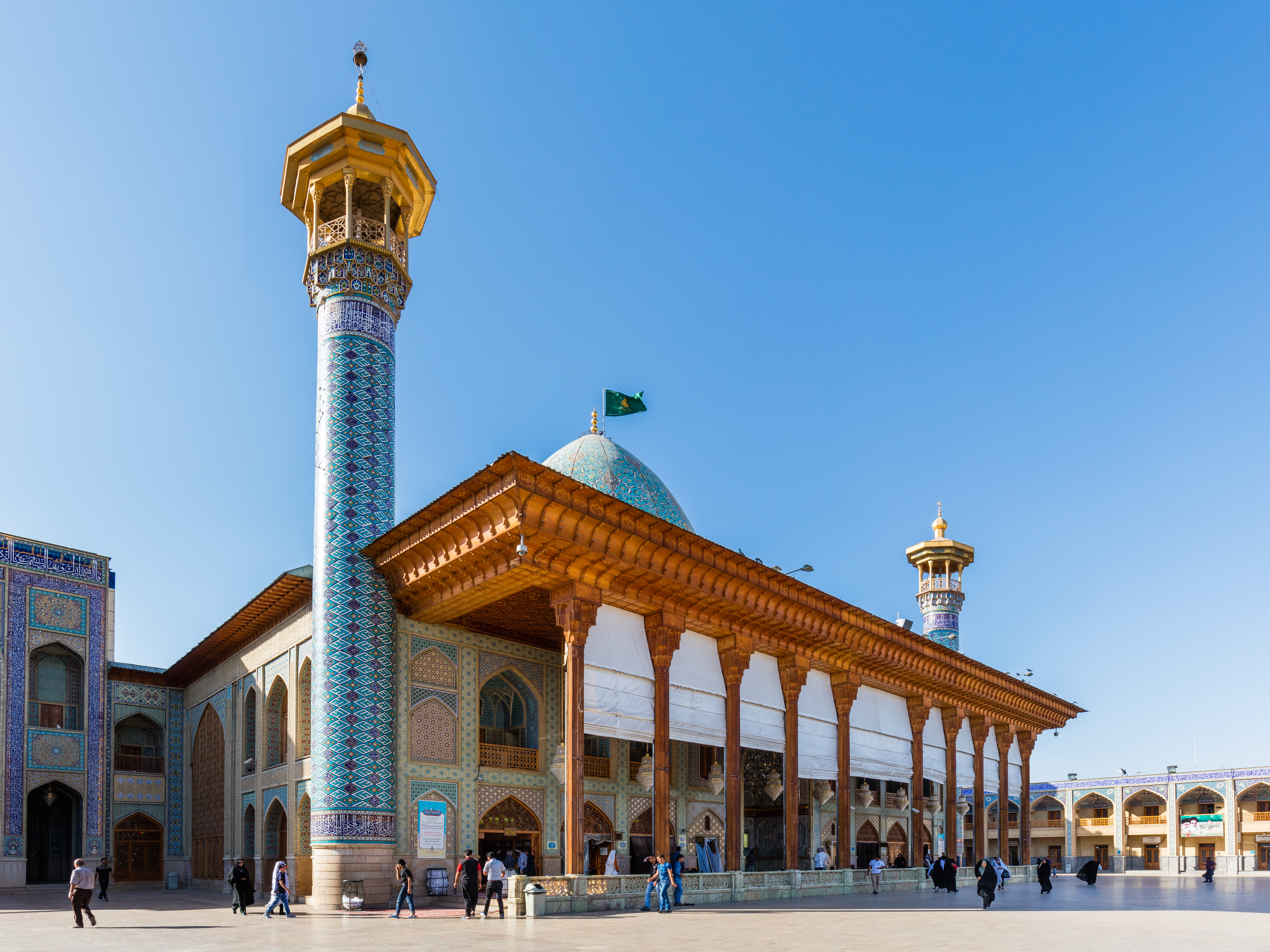
Santuário de Ahmad (Shah Cheragh) filho de imame kazim, Shiraz, Irã

O número de esposas do imame Musa Alcazim não é claro. A maioria deles pertencia aos retentores cativos que foram comprados pelo imame e libertados ou casados com ele. Sua primeira esposa foi uma núbia umm walad (concubina), cujo nome é dado de várias maneiras como Toktam, Naǰma, Šaqrāʾ, Šahd, Omm-al-banīn, Ḵayzorān, Sakan, Arwā ou Samman. Ela é a mãe do 9º imame Ali al-Rida e Fatima Masoumeh, que está sepultada na cidade de Qom. E também ela era conhecida como Tahirah, a purificada. Ela era conhecida por sua piedade e conhecimento. A outra esposa de imame é Umm Ahmad, que é a mãe de Ahmad conhecido como Shah Cheragh e Muhammad, ambos enterrados na cidade de Shiraz, no Irã.
O número de descendentes de Alcazim, conforme informado nas fontes, varia entre 33 e 60. Alguns relatos referem-se a 18 (ou 19) filhos e 23 filhas. De acordo com um relatório, Alcazim (por razões inexplicadas) proibiu suas filhas de se casarem; ninguém o fez, exceto Umm Salama, que se casou no Egito com al-Kasim ibn Muhammad ibn Jafar ibn Muhammad.
Al-Shaykh al-Tabrsi disse: “Certamente cada um dos filhos de Abu al-Hasan Musa teve uma excelência famosa e uma ação louvável.” Eles herdaram a virtude, a honra e a glória de seu antepassado, portanto, por meio de seu comportamento, foram exemplos maravilhosos de virtude e perfeição. Alguns deles declararam uma revolta contra o governo dos abássidas. Seus filhos mencionados em fontes históricas são: imame al-Rida, que a paz esteja com ele, Isma'il, Ja'far, Harun, Hamza, Muhammed, Ahmad, Qasim, Abbas, Ibrahim, Hasan, Abd Allah, Zayd, Husain, al -Fedl, Suleyman, Salim, Saeed, Aqeel, Ibrahim, o ancião, e Abd Allah.
Suas filhas são: Um 'Abd Allah, Qusayma, Lubaba, Um Jafar, Umama, Kelthem, Burayha, Um al- Qasim, Mahmuda, Amina, a mais velha, Aliya, Zaynab, Ruqaya, Hasna, 'A'isha, Um Salama, Asma , Um Farwa, Aamina, Um Abeeha, Halima, Remla, Maymuna, Amina, a mais nova, Asma', a mais velha, Zaynab, Zaynab, a mais velha, Fatima, a mais velha, Fátima, Um Kulthum, a mais velha, Um Kulthum, a mais jovem, Um Kulthum, a mais jovem , Attfa, Abbasa, Khadija o mais velho, Khadija e Sarha.
Diz-se que os descendentes de Alcazim, conhecidos como Mūsawīs, representam cerca de 70% de todos os sayyids na atual Pérsia.

## Aparência e características morais
Os narradores das tradições descreveram as feições do imame Musa, dizendo: Ele era muito moreno. Dizia-se que ele tinha uma cor preta. Dizia-se que ele tinha uma cor brilhante, estatura mediana e uma barba espessa. Shaqiq al-Balkhi o descreveu, dizendo: "Ele tinha um rosto bonito, era muito moreno e de corpo fraco." De acordo com birjandi, Seu corpo havia emaciado devido à adoração copiosa. No entanto, ele ainda tinha um espírito poderoso e um coração resplandecente. De acordo com a maioria dos historiadores, imame Alcazim era conhecido por seu ascetismo e devoção.
Todos os que escreveram sobre imame Musa Alcazim são unânimes em atribuir-lhe elevadas virtudes espirituais. Além de Alcazim ("aquele que vence a raiva"; cf. al-Qur'ān, III :134), ele era conhecido por seus contemporâneos como al-'Abd al-Salih ("o servo justo de Deus" ) e foi celebrado por seu ascetismo, piedade, brandura de comportamento e confiabilidade na transmissão de Hadith. Ele era muito dado à prostração prolongada e à oração suplicante, declarando que esta era capaz de repelir até o que havia sido predeterminado. Algumas das orações que ele compôs foram preservadas nos manuais de devoção xiitas e sufis. Entre seus predecessores na linha de Imames, ele foi bem comparado com o imame 'Ali Zayn al-'Abidin por sua gentileza de caráter e ascetismo de natureza. Tudo isso sugere que tanto em Medina quanto em Bagdá ele deve ter servido como um pólo de atração para aqueles que buscavam cultivar a vida espiritual e evitar o que era percebido como a corrupção da época. Em certo sentido, ele continuou a cumprir essa função após sua morte em 183/799, pois seu túmulo em Bagdá tornou-se um local privilegiado de peregrinação, onde as orações provavelmente seriam aceitas; entre as pessoas da cidade, era conhecida como Bab al-Ḥawa'ij ("a porta para a satisfação das necessidades"). Ninguém menos que imame Shafi'i teria dito que sua tumba era "um antídoto comprovado" (tiryaq mujarrab).
O asceta Shaqiq al-Balkhi (falecido em 194/809-10), que o viu em 149/766-7 em al-Qadisiya, acreditou que ele era um homem santo (walī Allah/min al-abdāl) e os sufis Maruf al-Karkhi (falecido em 200/815-6) e Bishr al-Hafi (falecido em 227/841-2) também estão associados a ele. Alcazim também era um polemista competente; quando jovem, ele reduziu Abu Manifa ao silêncio; e os cristãos que vinham a ele para discutir questões religiosas eram conquistados pelo Islã.

## Posição científica
A avaliação da situação e das circunstâncias da época revelou que qualquer atividade política aberta seria recebida com uma reação severa por parte do governo de Mansur - naturalmente isso não era aconselhável. Foi por esta razão que imame Kazim seguiu o plano de ação de seu pai e estabeleceu uma escola através da qual ele poderia educar os muçulmanos. Esta escola não era tão grande quanto a de seu pai, mas provou ser bastante influente à sua maneira. Sayyid ibn Tawūs escreveu: "Um grande grupo de companheiros e seguidores selecionados do imame Kazim, bem como indivíduos notáveis dos Hashimis, se reuniam em torno do imame e escreviam suas palavras valiosas e suas respostas a várias perguntas que as pessoas faziam. ele. Eles também registrariam seus éditos religiosos sobre incidentes ocorridos." Sayyid Amir 'Ali escreveu: "No ano de 148, imame Jafar Sadiq faleceu na cidade de Medina. Felizmente, sua escola não fechou e continuou sob a liderança de seu filho e sucessor, Musa ibn Jafar."
Musa ibn Jafar não era apenas superior a todos os estudiosos e homens de ciência em termos de conhecimento, mas também em termos de comportamento e ética. Ele era famoso entre as pessoas comuns, bem como entre os notáveis, por suas características elevadas. Todos os estudiosos que conhecem sua história de vida prestam homenagem a suas características e atributos.
Ibn Hajar Haytami, o famoso estudioso sunita e narrador da tradição, escreveu: "Muça Alcazim era o herdeiro do conhecimento e das ciências de seu pai e possuía suas virtudes e perfeições. Ele recebeu o título de Kazim devido ao seu perdão, negligenciando natureza, e a extraordinária paciência que ele mostrou ao lidar com pessoas ignorantes. Durante seu tempo, ninguém foi capaz de alcançá-lo em termos de ensinamentos divinos, conhecimento e magnanimidade."

### Debates

#### Com Abu Hanifa
Abu Hanifa visitou o imame al-Sadiq e disse a ele: “Eu vi seu filho, Musa, orar enquanto as pessoas passavam diante dele. Ele não os impediu”. daquele Abu 'Abd Allah (al-Sadiq), ordenou que seu filho fosse trazido diante dele. Quando ele estava diante dele, perguntou-lhe: “Ó meu filhinho, Abu Hanifa diz que você reza e as pessoas passam diante de você. Sim, pai,” respondeu o imame Musa, “Aquele a quem eu oro está mais perto de mim do que eles; Alá, o Grande e Todo-Poderoso, diz: Estamos mais perto dele do que a veia jugular.”

#### Com alguns estudiosos judeus
Uma delegação de estudiosos judeus visitou imame al-Sadiq para debater com ele sobre o Islã. Quando tiveram a honra de estar diante dele, perguntaram-lhe sobre a evidência e a prova da profecia do Apóstolo de Alá:
-Qual milagre é uma prova da missão profética de Maomé, que Alá o abençoe e a sua família? Seu (de Alá) livro dominante que deslumbra os intelectos dos observadores junto com o legal e o ilegal que Ele deu, e além deles; se o mencionássemos, levaríamos muito tempo para explicá-lo. -Como podemos saber que este (milagre) é exatamente como você mencionou? imame Musa, embora jovem, perguntou-lhes:
-Como podemos conhecer os versos de Alá (revelado) a Musa (Moisés) de acordo com o que você descreve?
-Sabemos disso através da narração relatada pelos verídicos.
-Portanto, conheça a veracidade do que eu lhe disse através da resposta do menino (imame Musa) que Alá ensinou sem ensino e conhecimento dos narradores.
imame Musa deslumbrou os judeus, e eles acreditaram em suas palavras, que eram realmente um milagre, e se tornaram muçulmanos, dizendo: “Nós testemunhamos que não há deus além de Alá, que Maomé é o Apóstolo de Alá, que você é o guia Imames e as provas de Alá sobre suas criaturas.”
Quando o imame Musa mencionou esta prova e as pessoas se tornaram muçulmanas em suas mãos, Abu 'Abd Allah (al-Sadiq) levantou-se e beijou-o na testa e disse-lhe: “Você é quem assumirá o cargo de imamado ( qa'im), depois de mim.” Então ele (al-Sadiq) ordenou que roupas e presentes fossem dados a eles. Eles agradeceram por isso e foram embora.”

#### Com Burayha
Burayha estava entre as principais personalidades dos cristãos e entre seus brilhantes estudiosos. Ele procurou a verdade e buscou orientação, por isso se associou a todas as seitas muçulmanas; debateu com eles, mas não alcançou o objetivo que desejava. Os xiitas e Hisham ibn al-Hakam foram descritos a ele, e ele junto com cem estudiosos cristãos. Quando eles se sentaram, Burayha questionou Hisham sobre os assuntos ideológicos e teológicos mais importantes. Hisham respondeu a eles, e então todos foram se encontrar com o imame al-Sadiq. Antes de conhecê-lo, eles se encontraram com o imame Musa, então Hisham contou a ele sobre seus debates e discurso com Burayha. Assim, o imame voltou-se para Burayha e perguntou-lhe: “Ó Burayha, e quanto ao seu conhecimento de seu Livro?
-Tenho conhecimento disso.
-E quanto a sua confiança na explicação sobre ele?
-Assim como eu tenho conhecimento disso.
Então, recitou para ele a Bíblia e leu para ele seus capítulos. Quando Burayha ouviu falar disso, ele acreditou que a religião do Islã era verdadeira, que o imame era da Árvore do Profeta, e disse a ele:
“Eu tenho procurado você ou alguém semelhante a você por cinquenta anos.” Então ele e sua esposa se tornaram muçulmanos; eles foram para al-Sadiq, Hisham disse a ele que eles se tornaram muçulmanos nas mãos de seu filho Musa.
Burayha perguntou a al-Sadiq: “De onde você trouxe a Torá, a Bíblia e os livros dos profetas?” “Nós os temos”, respondeu o Imam, “nós os herdamos deles; nós os lemos exatamente como eles os leram; nós os dizemos exatamente como eles os disseram; certamente Alá não aponta sobre a terra uma prova que diz que ele não sabe quando ele é questionado.”
Burayha se associou ao imame al-Sadiq e estava entre seus companheiros mais leais. Quando o imame faleceu, Burayha associou-se ao imame Musa até que ele morreu durante sua vida.

#### Conversa com Harune Arraxide
Harun, próximo ao túmulo do Profeta, para mostrar sua linhagem ao Profeta, chamou o Mensageiro de Deus de seu primo, imame Kazem respondeu chamando o Profeta de seu pai.
Além disso, de acordo com uma narração, Haroun disse ao imame Kazem, por que você permite que as pessoas o atribuam ao Profeta, embora sejam filhos de Ali e não filhos do Profeta? O imame respondeu: Ó califa, se o Profeta viesse vivo e pedisse sua filha em casamento, você daria a ele sua filha? Haroun disse que sim e com isso fiquei orgulhoso de árabes e não árabes. imame Kazem disse: Mas o Profeta nunca pediu minha filha em casamento porque ele é meu avô. Harun disse pela segunda vez: Como você se considera o filho do Profeta, embora o Profeta não tenha um filho? O imame Kazem fez Harun jurar sobre o túmulo do Profeta isentá-lo de responder, mas Harun recusou e insistiu que você deveria provar que é filho do Mensageiro de Deus. Então o imame Kazim leu este versículo do Alcorão: "E demos a Abraão, Isaque e Jacó - todos [eles] Nós guiamos. E Noé, nós guiamos antes; e entre seus descendentes, Davi e Salomão e Jó e José e Moisés e Arão. Assim, recompensamos os que fazem o bem. E Zacarias, João, Jesus e Elias - e todos eram justos. [Alcorão 6: 84-85] e disse: Embora Jesus não tivesse pai, Deus o considerou filho de Abraão por meio de Maria, e nós também somos filhos do Profeta por meio de nossa mãe Fátima, então ele recitou o versículo de Mubahlah.

### Companheiros e alunos
Quando o mundo islâmico sofreu a perda do imame al-Sadiq, o imame Musa administrou os assuntos daquela grande escola, que exaltava a ciência e hasteava sua bandeira. Desde o primeiro dia após a morte de seu pai, ele se tornou o líder do conselho de ciência e renascimento mental de seu tempo. Os estudiosos religiosos vieram até ele e os pensadores o cercaram. Esses estudiosos relataram dele todos os tipos de ciência, como sabedoria, exegese do Alcorão Sagrado e todos os capítulos da ciência da jurisprudência islâmica; eles também narraram dele regras sociais, mandamentos excelentes e sua insistência em seus seguidores para serem versados em todos os tipos de ciência. Aquele grupo de estudiosos religiosos e de narradores, cujo número ultrapassava quatro mil pessoas, não estava no mesmo patamar de confiança e justiça; entre eles havia alguns hipócritas e mentirosos que não se abstinham de contar mentiras e fabricar tradições. No entanto, havia outro grupo entre os desconhecidos que não foram autenticados; havia outro grupo entre os fracos; além disso, havia entre eles um grande número de narradores confiáveis e justos que se abstinham de fabricar e eram conhecidos por sua veracidade e honestidade. Eles fizeram o possível para cumprir com precisão os preceitos islâmicos e espalhar a ciência da jurisprudência islâmica de Ahl al-Bayt. Como tal grupo estava entre os narradores do hadith, o hadith foi dividido, de acordo com seu ponto de vista, em: hadith autêntico, hadith bom, hadith fraco e confiável.
De acordo com al-Qarashi, Ahmed ibn Khalid al-Barqi mencionou que o número de companheiros do imame Musa era cento e sessenta. Este é um erro manifesto se ele quisesse limitá-los, pois o resultado do escrutínio é que a maioria daqueles que atingiram a escola do imame al-Sadiq continuaram após sua morte seus estudos sob o imame Musa Alcazim . Talvez, por esse número, al-Barqi se referisse àquelas grandes figuras dentre os temas, excluindo aqueles inferiores a eles nas fileiras da ciência da jurisprudência islâmica, hadith e conhecimento.
Ao enumerar os nomes de 320 desses Companheiros, al-Qarashi fornece uma breve descrição de cada um deles. Al-Hasan ibn Mahbub (falecido em 224/838-9), Zurāra ibn Aʿyan (falecido em 148/765-6) , Hammad ibn Isa al-Juhani (falecido em 209/824-5), Hammad ibn 'Uthman; (m. 190/805-6), 'Abd Allah ibn Muskan; (falecido antes de 183/799), Ahmad ibn Muhammad ibn Abi Nasr al-Bazanti; (falecido em 221/836), Abd Allah ibn al-Mughira, Muhammad ibn Abi 'Umayr (m. 217/832-3), Yunus ibn 'Abd al-Rahman(falecido em 208/823-24), Safwan ibn Yahya(m. 210/825-6), Muhammad ibn muslim (m. 150/767-768), Abu Basir al-Asadi, Hisham ibn al-Hakam; um teólogo xiita do século 2/8, Hisham ibn Salim al-Jawaliqi, 'Ali ibn Yaqtin está entre os famosos companheiros do imame Alcazim.

### Obras
O Musnad de Musa Alcazim é um livro sobre hadith que foi coletado pelo estudioso sunita Abu Bakr Muhammad ibn Abd Allah al-Shafi'i al-Bazzaz (d. 354/965), que inclui hadiths narrados por imame Kazim. Entre os doze xiitas, Alcazim é creditado com inúmeras súplicas, com respostas a questões legais, incluindo perguntas dirigidas a ele por seu irmão Ali ibn Jafar, e com um Waṣiyya fi'l-'aql, dirigido a Hisham ibn al- Hakam, que foi descrito pelo filósofo iraniano Mulla Sadra. neste trabalho imame Musa falou sobre os efeitos da razão e deu alguns versos do Alcorão como provas de sua excelência. O Wasiyya em uma versão mais curta e uma mais longa Permaneceu em obras xiitas como al-Kafi.

## Perspetivas

### Sunita
Os autores sunitas geralmente consideram Alcazim um tradicionalista confiável que, no entanto, transmitiu apenas algumas tradições. Ibn Hajar Haytami (falecido em 974/1566), o famoso estudioso sunita e narrador da tradição, escreveu: "Musa Alcazim foi o herdeiro do conhecimento e das ciências de seu pai e possuía suas virtudes e perfeições. Ele recebeu o título Kazim devido ao seu perdão, negligenciando a natureza e a extraordinária paciência que ele demonstrou ao lidar com pessoas ignorantes. Durante seu tempo, ninguém foi capaz de alcançá-lo em termos de ensinamentos divinos, conhecimento e magnanimidade.
Sabt ibn Jowzi (d. 654/1256) descreve o imame Muça Alcazim nos seguintes termos: “Ele era conhecido pelos epítetos Alcazim (Aquele que tem Tolerância), al-Ma'mun (o Refúgio Seguro), al- Tayyeb (o Puro) e as-Seyyed (o Mestre). Seu agnomen (Konya) era Abul-Hasan e era chamado de Devoto Divino (al-Abd as-Salih) devido à longevidade de suas devoções... [Imam] Muça Alcazim tinha um espírito generoso e tolerante. Ele era chamado de “al-Kazem” porque sempre que ouvia notícias de uma pessoa vítima de dificuldades, ele enviava algum dinheiro para ela.
Abu-Hatam Razi Muhammad ibn Edris (falecido em 277/890), um grande estudioso da ciência do hadith, diz que imame Muça Alcazim “era verdadeiro, era uma autoridade confiável e confiável [como transmissor de hadith] e era um das lideranças [da comunidade]”.
O renomado estudioso Shafi'i Mu'tazili Ibn Abi Hadid (falecido em 656/1258) afirma: “Muça Alcazim era um devoto justo. Ele combinou em sua pessoa a compreensão erudita da religião, retidão de conduta, devoção religiosa, paciência, indulgência e perseverança.”
O estudioso egípcio Shafiite Muhammad ibn Ali al-Sabban (conhecido como Ibn Sabban) (falecido em 1206/1791) diz: “Muça Alcazim era conhecido pelo povo do 'Iraque como o bab ol-hawaej (a porta para [o cumprimento das] necessidades de alguém) em direção a Deus [e isso porque as necessidades daqueles que buscavam o recurso de intercessão com ele teriam suas necessidades satisfeitas]. Muça Alcazim foi o homem mais devoto de sua geração e um dos estudiosos de religião mais bem informados.”

### Xiita
imame al-Sadiq elogiou a excelência de seu filho; ele explicou aos muçulmanos seus talentos e genialidade, dizendo: "Meu filho Musa é como 'Isa, filho de Maryam." [1] E ele disse: "Ele tem o conhecimento da sabedoria, compreensão, generosidade, conhecimento de aquilo de que os homens precisam e dos assuntos de sua religião sobre os quais eles divergem; ele tem boas maneiras e boa vizinhança.
al-Shaykh al-Mufid (n. 336/948 ou 338/950 - d. 413/1022), Um dos maiores estudiosos xiitas diz: “Abu al-Hasan Musa, foi o mais religioso do povo de seu tempo, o mais conhecedor deles na ciência da jurisprudência islâmica, o mais generoso deles e o mais nobre deles em espírito. Ele era o mais gentil dos homens para sua família e seus parentes. Ele costumava procurar os pobres de Medina durante a noite e levar para eles uma cesta, na qual havia dinheiro, farinha e tâmaras. Ele traria isso para eles sem que eles soubessem de forma alguma que era dele."
Ali Bin 'Isa al-Arbeli, famoso estudioso de hadith xiita, historiador, literato e poeta do século 7/13: “As qualidades de Alcazim, que a paz esteja com ele, suas virtudes, seus milagres manifestos, seus sinais, seus ilustres atributos e sua imaginação testemunham que ele escolheu o topo da honra e o ascendeu, que aspirou ao zênite das qualidades e alcançou o mais alto deles, que a parte superior das costas da soberania tornou-se humilde diante dele e ele montou, que lhe foi dada a mão livre para escolher os botins claros da glória, e ele escolheu o mais claro deles.
Muhammed ibn 'Ali ibn Shahrashub (n. 488/1095-6 - m. 588/1192), estudioso xiita em jurisprudência e hadith: O imame (Musa) foi o maior de todas as pessoas em importância, o mais alto deles em posição religiosa, o mais generoso deles, o mais eloqüente deles na língua e o mais corajoso deles no coração. Então, ele foi escolhido para a honra da autoridade, ganhou a herança do Profeta, assumiu o cargo de sucessão. Ele era descendente do Profeta e foi encarregado da sucessão."

### Sufismo
É indiscutível que os primeiros sufis se inspiraram, em um sentido geral, em certos ditados e ensinamentos dos Imames. Além disso, no entanto, tradições difundidas - repetidas até o presente associam cada um dos oito primeiros dos Doze Imames pessoalmente a um ou mais dos conhecidos sufis. Essas tradições ainda não foram avaliadas de maneira sistemática e é possível que, pelo menos em alguns casos, seu fundamento em fatos históricos seja fraco. No entanto, a própria existência dessas tradições, juntamente com sua persistência, demonstra como os Imames serviram como pólos do mundo espiritual para muitos muçulmanos, mesmo depois que a divisão sunita-xiita se cristalizou de forma mais ou menos sectária. Em relação ao imame Kazim, são mencionados os nomes de Shaqiq Balkhi (falecido em 194/810), Bishr al-Hafi (falecido em 227/841) e Maruf Karkhi (falecido em 200/815), três figuras do sufismo.
Shaqiq Balkhi é o sufi cujo nome é mais comumente ligado ao do imame Mūsā al-Kāzim. De acordo com os relatos convencionais, Shaqiq foi desviado de uma vida de abandono mundano por uma série de encontros e incidentes vivenciados durante suas viagens como comerciante, tornando-se a partir de então aluno do conhecido asceta Ibrahim b.Ad'ham ( d.c.165/782). Diz-se que foi martirizado em Khuttalan, na Transoxiana, em 194/810. Os ditados atribuídos a ele referem-se principalmente a tawakkul, e seu principal discípulo foi Ḥātam al-Aṣamm.
O segundo sufi cujo nome foi associado ao do imame Musa Alcazim é Abu Nasr Bishr ibn al-Harith al-Hafi, geralmente referido como Bishr al-Hafi. De acordo com as biografias sufi padrão, ele foi redimido de uma vida de dissipação e embriaguez pelo simples ato de limpar e perfumar um pedaço de papel com o nome divino que encontrou na estrada.
O terceiro e último sufi ligado ao imame Musa Alcazim foi Ma'rūf Karkhi. Muito mais comumente, Karkhi é considerado um associado do oitavo Imam, 'Ali ibn Musa al-Rida, que teria presidido sua conversão ao Islã. No entanto, Shah Ni'mat-Allah Wali (falecido em 834/1437), fundador da ordem Ni'matullahi de dervixes e uma das principais figuras da história do sufismo xiita, atribui a conversão de Karkhi ao imame Musa Alcazim e afirma que atuou como porteiro do imame por dez anos.
O lugar do imame Musa Alcazim na tradição sufi não se limita às histórias apócrifas ou outras que o ligam a sufis individuais. Na medida em que ele é o predecessor do imame 'Ali al-Rida, que por sua vez é considerado o preceptor de Maruf Karkhi, ele pertence à ancestralidade de todas as numerosas linhagens Sufi que reivindicam descendência de Maruf Karkhi. Em outras palavras, ele forma o penúltimo elo no que é conhecido como a Cadeia Dourada (silsilat al-dhahab), ou seja, a linha de iniciação que conecta os Sufis através dos primeiros oito dos Doze Imames com o Mensageiro e com a Fonte da Revelação.
Notável, também, é o número de sufis que reivindicam descendência física do imame Musa Alcazim (ou em cujo nome essa descendência é reivindicada). O primeiro deles é Junayd Baqdadi (falecido em 298/910),separado do imame por cinco gerações de descendentes.

## Citações selecionadas
- Tente dividir seu dia e noite em quatro partes: uma parte para adorar a Alá, outra para ganhar a vida, a terceira parte para se associar com irmãos na fé, em quem você confia e aqueles que podem lembrá-lo de seus deslizes e são benevolentes para você, e a última parte para se envolver em entretenimento inofensivo e prazeres legítimos, à luz dos quais você pode cumprir seus deveres nas outras três partes com bastante eficiência.[95]
- Cuidado com a ira de Alá e fale a verdade com intrepidez, mesmo que isso leve à sua destruição. No entanto, você deve saber que a verdade não é destrutiva, mas libertadora. Sempre tome cuidado com a falsidade, mesmo que sua libertação esteja nela; embora nunca haja salvação na falsidade, ela acabará sendo destrutiva.[96]
- Honre um estudioso por seu conhecimento e evite debater com ele, e menospreze um ignorante por sua ignorância; no entanto, não o rejeite, em vez disso, aproxime-o e ensine-lhe o conhecimento.[96]
- O cumprimento das confianças e a honestidade trazem ganhos, enquanto a traição e a falsificação causam pobreza e hipocrisia.[97]
- Cuidado ao privar alguém nos campos de obediência a Deus, para que você não perca duas dobras nos campos de desobediência a Deus.[98]
- Quando a injustiça prevalece sobre o direito, é inaceitável esperar o bem de alguém antes da investigação.[99]
- É bastante apropriado deixar o primeiro de um assunto cujo fim é este (sepultura). Também é bastante apropriado temer o fim de uma coisa, a primeira das quais é esta (sepultura).[98]
- O crente é como os dois pratos de uma balança, quanto mais fé ele desfruta, mais infortúnios ele enfrenta.[98]